# Vlečné vozy KPS série 40–45 (Olomouc)
Vlečné vozy série 40–45 jsou typem dvounápravového obousměrného vlečného vozu klasické koncepce, které byly vyráběny Národním podnikem Gottwaldovy závody, Královopolská strojírna Brno (dnes Královopolská, a. s.) pro Elektrické podniky královského hlavního města Olomouce (dnes Dopravní podnik města Olomouc, a. s.).

## Historické pozadí
Po I. světové válce se stala veřejná doprava využívanější, než v předválečném období. Ve 20. letech 20. století se měl v Olomouci obnovit již zchátralý vozový park a zároveň s ním také kolejový svršek. V roce 1920 byly dodány nové motorové vozy série 20–24 vyrobené ve Štýrském hradci, ale již roku 1923 utvořily vagónky kvartel, což podstatně zvýšilo ceny nových vozů. Ve 30. letech tak musel být vyhledán jiný způsob pro rozšíření vozového parku. Byly dodány ojeté vozy z Brna, které v Olomouci dostaly ev. č. 25–27 a nejstarší olomoucké motorové vozy se postupně opravovaly. Po vzniku Protektorátu Čechy a Morava (něm. Protektorat Böhmen und Mähren) se přešlo k rekonstrukcím starších vozů, přičemž byly na původní podvozky dosazeny prakticky nové karoserie vyrobené v dílnách DP Olomouc. Po II. světové válce byl vozový park beze ztrát na vozech, ale stále nedostačoval uspokojit prudce vzrůstající poptávku. Mezi lety 1946–1951 byly proto postupně dodávány ojeté motorové vozy Ringhoffer z Prahy nově číslované jako vozy 31–39, které byly oproti starším olomouckým vozům mnohem větší. Po dodávce těchto motorových vozů se stala situace méně kritická, přesto však přetrvával akutní nedostatek vlečných vozů. Nových 6 vlečných vozů bylo objednáno u Královopolské strojírny, které byly dodány v roce 1950.

## Konstrukce
Tyto vlečné vozy byly velmi podobné souběžně vyráběným vlečným vozům do Ostravy. Rám vozu byl vyroben z válcovaných profilů, kostra snýtována z tvarovaných sloupků a bočnice zvenčí oplechovány. Dvojitou střechu tvořily ocelové a dřevěné kružiny. Interiér byl obložen převážně z dřevěných příček (např. podélné lavice, obklady stěn, podlaha vozu). Široké teleskopické dvoudílné vstupní dveře se otevíraly systémem Perkeo (dveře zavěšeny za pohyblivý vozík v kolejnici). Vozová skříň byla usazena na dva jednonápravové podvozky připevněné ke karoserii prostřednictvím silentbloků. Od Ostravských vozů se lišily tím, že byly obousměrné.

## Dodávky
V roce 1950 bylo vyrobeno celkem 6 vlečných vozů série 40–45.
| Současný stát | Město   | Článek | Výrobce | Roky dodávek | Počet vozů | Evidenční čísla při dodání | Zdroj |
| ------------- | ------- | ------ | ------- | ------------ | ---------- | -------------------------- | ----- |
| Česko         | Olomouc | článek | KPS     | 1950         | 6          | 40–45                      | [ 2 ] |

## Provoz
Z provozu je toho známo velmi málo. Mohly být provozovány ve dvou- až tří-vozových soupravách. V 50. nebo 60. letech 20. století prodělaly všechny vlečné vozy této série zjednosměrnění. Vyřazeny byly pravděpodobně někdy v 70. letech kvůli dodávkám tramvají typu T3.

## Historické vozy
Vozy této série se do dnešních dnů nezachovaly, Dopravní podnik města Olomouce ovšem projevil v roce 1988 zájem o vyřazený vlečný vůz z Ostravy, který byl podobný těm, které se provozovaly v Olomouci. Šlo o služební vůz ev. č. 8821 (dříve nesl ev. č. 206), který po svém odprodeji následujícího roku byl později renovován do historické podoby připomínající olomoucké vozy.